# Антонювка-Вільчковська
Антонювка-Вільчковська (пол. Antoniówka Wilczkowska) — село в Польщі, у гміні Мацейовиці Ґарволінського повіту Мазовецького воєводства.
Населення — 142 особи (2011).
У 1975-1998 роках село належало до Седлецького воєводства.

## Демографія
Демографічна структура станом на 31 березня 2011 року:
|          | Загалом | Допрацездатний вік | Працездатний вік | Постпрацездатний вік |
| -------- | ------- | ------------------ | ---------------- | -------------------- |
| Чоловіки | 80      | 19                 | 48               | 13                   |
| Жінки    | 62      | 14                 | 30               | 18                   |
| Разом    | 142     | 33                 | 78               | 31                   |